# Маслянокислое брожение

Схема реакций маслянокислого брожения

Маслянокислое брожение — метаболический путь превращения органических веществ облигатно анаэробных бактерий, конечными продуктами которого являются АТФ, а также масляная кислота, бутанол, ацетон, изопропанол, этанол, уксусная кислота, углекислый газ и водород. Этот тип метаболизма характерен в основном для бактерий рода Clostridium, таких как C. pasteurianum, C. buryricum, C. acetobutylicum, C. pectinovorum, а также обитателей рубца жвачных, протистов Butyrivibrio и бактерий микрофлоры кишечника человека Eubacterium и Fusobacterium.. Маслянокислое брожение было открыто Луи Пастером в 1861 году.

## Реакции маслянокислого брожения
Глюкоза и другие гексозы маслянокислые бактерии разлагают по гликолитическому пути. Пируват, после декарбоксилирования превращается в ацетил-КоА, этот процесс сопровождается выделением углекислого газа и восстановлением ферредоксина, который взаимодействует с ферментом гидрогеназой, в результате чего образуется водород. Ацетил-КоА является высокоэнергетической соединением, и его энергии достаточно для фосфорилирования АДФ, поэтому у части этих молекул остаток кофермента А заменяется на фосфатную группу, которая впоследствии переносится на АДФ. Эта ветка маслянокислого брожения энергетически выгодна, поскольку позволяет получить 4 моль АТФ на моль глюкозы (2 моль в реакциях гликолиза, ещё два — во время образования уксусной кислоты), однако она имеет два существенных недостатка: во-первых метаболизм глюкозы по этому пути приводит к очень резкому закислению среды, в результате чего рост бактерий может угнетаться, во-вторых, этот путь не позволяет клетке окислить восстановленные переносчики электронов НАДН, образовавшиеся в ходе гликолиза.
Ацетил-КоА может метаболизироваться и другим путём: при взаимодействии двух его молекул образуется ацетоацетил-КоА, который в ходе серии реакций превращается в бутирил-КоА. Это соединение также имеет достаточно энергии для синтеза АТФ, поэтому остаток кофермента А в ней может быть заменена на фосфатную группу, после чего эта группа используется в реакции субстратного фосфорилирования АДФ. Конечным продуктом этой ветви является масляная кислота. Образование масляной кислоты позволяет сократить снижения pH (на 1 моль глюкозы образуется только 1 моль кислоты), а также «избавиться» от некоторого количества восстановленного НАД, однако энергетический выход у него меньше, чем во время образования уксусной кислоты, — только три моля АТФ на моль глюкозы.
Если в результате выделения органических кислот в процессе маслянокислого брожения pH опускается ниже 4,4 у бактерий активируются метаболический путь, конечными продуктами которых являются этанол, ацетон и бутанол. В каждом из этих путей используется НАДН, однако ни один из них не дает больше двух моль АТФ на моль глюкозы.

## Использование маслянокислого брожения
Использование маслянокислого брожения в промышленных масштабах началось во время Первой мировой войны. Британцам требовалось большое количество органических растворителей — бутанола (для производства искусственной резины) и ацетона (как растворителя нитроцеллюлозы в процессе изготовления бездымного взрывного пороха кордита). Эти вещества добывали методом пиролиза древесины, причём на изготовление одной тонны ацетона нужно было расходы 80-100 т берёзы, бука или клёна. В 1915 году молодой ученый Хаим Вейцман разработал метод брожения с помощью бактерии Clostridium acetobutylicum, который позволял превращать 100 т патоки в 12 т ацетона и 24 т бутанола. Позже он усовершенствовал этот метод, найдя штамм бактерий, выделявший особо много нужных растворителей. Ацетон и бутанол получали путем маслянокислого брожения до 1940—1950-х годов, когда этот метод был заменен более дешевым.